# Альбрехт фон Урах
Альбрехт фон Урах, граф Вюртембергский (нем. Albrecht von Urach, Graf von Württemberg; 8 октября 1903, Дармштадт — 11 декабря 1969, Штутгарт) — немецкий публицист и журналист. 

## Происхождение
Альбрехт родился 8 октября 1903 года. Он был сыном Вильгельма фон Ураха (1864—1928) и его супруги Амалии Баварской (1865—1912). Его отец принадлежал к роду Урах, морганатической ветви Вюртембергского дома. В 1918 году он несколько месяцев был номинальным королём Литвы. Его мать Амалия принадлежала к роду Виттельсбахов, которая правила Баварией до 1918 года.

## Биография

### Ранние годы
До 1914 года Альбрехт с семьёй жили в Штутгарте и в замке Лихтенштейн и часто посещали Монако. После поражения Германии в Первой мировой войне в 1918 году, Альбрехт изучал искусство в Штутгарте у Арнольда Вальдшмидта и Христиана Ланденбергера. Затем он продолжил обучение в Париже в Гранд-Шомьер в 1927–30 годах, живя на острове Сите. Затем он выставлял свои картины с 1930 по 1932 годы в галереях Лестера и Редферна в Лондоне, Galerie Bonaparte в Париже и в Blomquist в Осло, но этого было недостаточно, чтобы зарабатывать на жизнь, поэтому с началом Великой депрессии он занялся внештатным фотографированием. Среди его друзей были такие художники как, Вилли Баумейстер и Фернан Леже. Подпись на своих картинах он обычно ставил «AvU».
В апреле 1934 года он жил в Венеции, снимая квартиру у Альмы Малер, и случайно сфотографировал первую неопубликованную встречу Муссолини и Гитлера, за которой последовал публичный митинг на площади Святого-Марка. После этого Альбрехт отправился в Токио, где с сентября 1934 года начал освещать Японо-китайскую войну, а также инцидент в Номонгане для нескольких немецких газет. Чтобы стать журналистом, он вступил в нацистскую партию в 1934 году. По воле случая немецкий военный атташе, а затем посол в Токио, Ойген Отт, служил под началом отца Альбрехта в годы Первой мировой войны, а их постоянным другом по выпивке был Рихард Зорге, известный советский разведчик.

### Вторая мировая война
В начале 1939 года он вернулся в Европу и был направлен в Рим в качестве посредника между немецкой и итальянской прессой Министерства иностранных дел. В Италии он подружился с графом Чиано. Также в Министерстве иностранных дел был Эрнст фон Вайцзеккер, чья семья в прошлом работала с семьей Альбрехта. В 1940 году Альбрехт привез нейтральных американских и итальянских журналистов для освещения вторжения в Норвегию, а затем в 1941 году во время вторжения в СССР. После подписания в сентябре 1940 года Тройственного союз между Германией, Японией и Италией, его отправили с секретной миссией в Японию в мае 1941 года, чтобы убедить японцев атаковать британские колонии в Азии. Миссия заключалась в сотрудничестве немецких и японских пресс-служб. В апреле 1941 года Ёсукэ Мацуока согласовал пакт о нейтралитете между Японией и СССР. Не выполнив свою миссию, он вернулся в Европу незадолго до начался Великой отечественной войны. Дневник Чиано от 10 марта 1942 года упоминает немецкий пессимизм по поводу войны с Советским союзом и то, что Альбрехт посетил Рим, сделав комментарии о необходимости мира между странами Оси и Британии. Альбрехт также заявил, что ликвидация Советского Союза по-прежнему представляется очень трудной задачей. Бенито Муссолини был возмущен его заявлениями.
В 1939—1943 годах он писал о стремительном технологическом прогрессе Японии с середины XIX века. Наиболее известна его брошюра 1943 года «Секрет силы Японии», которая разошлась тиражом 800 000 экземпляров и представляет особый интерес, поскольку человек, испытывающий частичную неприязнь к Японии, должен восхвалять её воинственный дух. Стремясь покинуть Германию, которая теперь была на грани поражения, в начале 1944 года он добился назначения пресс-атташе в посольство Германии в Берне в звании унтерконсула. По неофициальным сведениям, он помогал группе контрабандистов вывозить капитал из Швейцарии в США через «Banque Charles» в Монако, где правил его троюродный брат Луи II. Однако документы швейцарской криминальной полиции показывают, что они следили за ним в 1944 и 1945 годах и через несколько месяцев обнаружили, что он не был тайным финансистом.
В мае 1945 года, поскольку посольство больше не представляло государство, весь персонал немецкого посольства был выслан в контролируемую Францией часть Германии, а он был интернирован для допроса до 1946 года. В октябре 1945 года его дважды допрашивали сотрудники Управления стратегических служб, которые пришли к выводу, что: «Он сотрудничал, и его информация считается достоверной. Он не является автоматически интернированным и не представляет дальнейшего интереса».

### Дальнейшая жизнь
В 1946 и 1948 годах Альбрехт был обвинен немецким судом в создании и трансляции пропаганды в национал-социалистическом стиле, а также в членстве в нацистской партии. Он извинился, и никаких санкций не последовало.  Его начальники были привлечены к ответственности в ходе министерского процесса в 1948 году. В 1947–1967 годах он возобновил свою карьеру в качестве художника и внештатного журналиста. Он также возобновил художественное творчество в 1950-х годах.
Он был назначен главным пресс-атташе в Mercedes-Benz в 1953 году, где его старший брат Вильгельм (1897—1957) был директором. Это соответствовало его способностям к языкам, и он много путешествовал. В 1967 году он перенес инсульт, в связи с чем он ушел из общественной жизни.
Через два года он скончался, в возрасте 66 лет.

## Браки и дети
В июле 1931 года в Осло он женился на Розмари Блэкэддер (1901—1975), дочери Джона Блэкэддера и его жены Анны Уилсон. Так как это был морганатический брак, ему пришлось отказаться права наследовать главенство в доме Ураха. У них родилась дочь:
- Мария Габриэла фон Урах (21 сентября 1932 — 8 мая 1989), в 1954 году вышла замуж за Десмонда Гиннесса (1931—2020). Супруги развелись в 1981 году. У них родились сын и дочь.

Альбрехт и Розмари расстались в 1938 году. Официальный развод был оформлен в 1943 году. В том же году он женился на Уте Вальдшмидт (1922—1984), дочери своего преподавателя Арнольда Вальдшмидта. Супруги развелись в 1960 году. У них родилось двое детей:
- Аксель Петер фон Урах (5 июля 1944 — 5 июля 1977), женат не был. Детей не имел.
- Мануэла фон Урах (8 августа 1945 — 12 августа 2017), 19 октября 1967 года вышла замуж за Сергея фон Кубе (род. 1934). У них родились две дочери.